# 拉托雷德莱斯帕尼奥尔
拉托雷德莱斯帕尼奥尔，是西班牙加泰罗尼亚塔拉戈纳省的一个市镇。总面积28平方公里，总人口714人（2001年），人口密度26人/平方公里。